# 3148 Grechko
3148 Grechko eller 1979 SA12 är en asteroid i huvudbältet som upptäcktes den 24 september 1979 av den rysk-sovjetiske astronomen Nikolaj Tjernych vid Krims astrofysiska observatorium på Krim. Den har fått sitt namn efter den sovjetiske kosmonauten Georgij Gretjko.
Asteroiden har en diameter på ungefär 17 kilometer och den tillhör asteroidgruppen Themis.